# Psychoda serpentina
Psychoda serpentina és una espècie d'insecte dípter pertanyent a la família dels psicòdids.

## Descripció
- L'eix lateral de l'edeagus del mascle és llarg i sinuós.[2]

## Distribució geogràfica
Es troba a les illes Filipines (Negros) i Nova Guinea.